# Trôm sắng
Trôm sắng hay trôm Bắc Bộ (danh pháp: Sterculia tonkinensis) là một loài thực vật có hoa trong họ Cẩm quỳ. Loài này được Aug. DC. miêu tả khoa học đầu tiên năm 1903.